# مشي

دورة المشي البسيطة

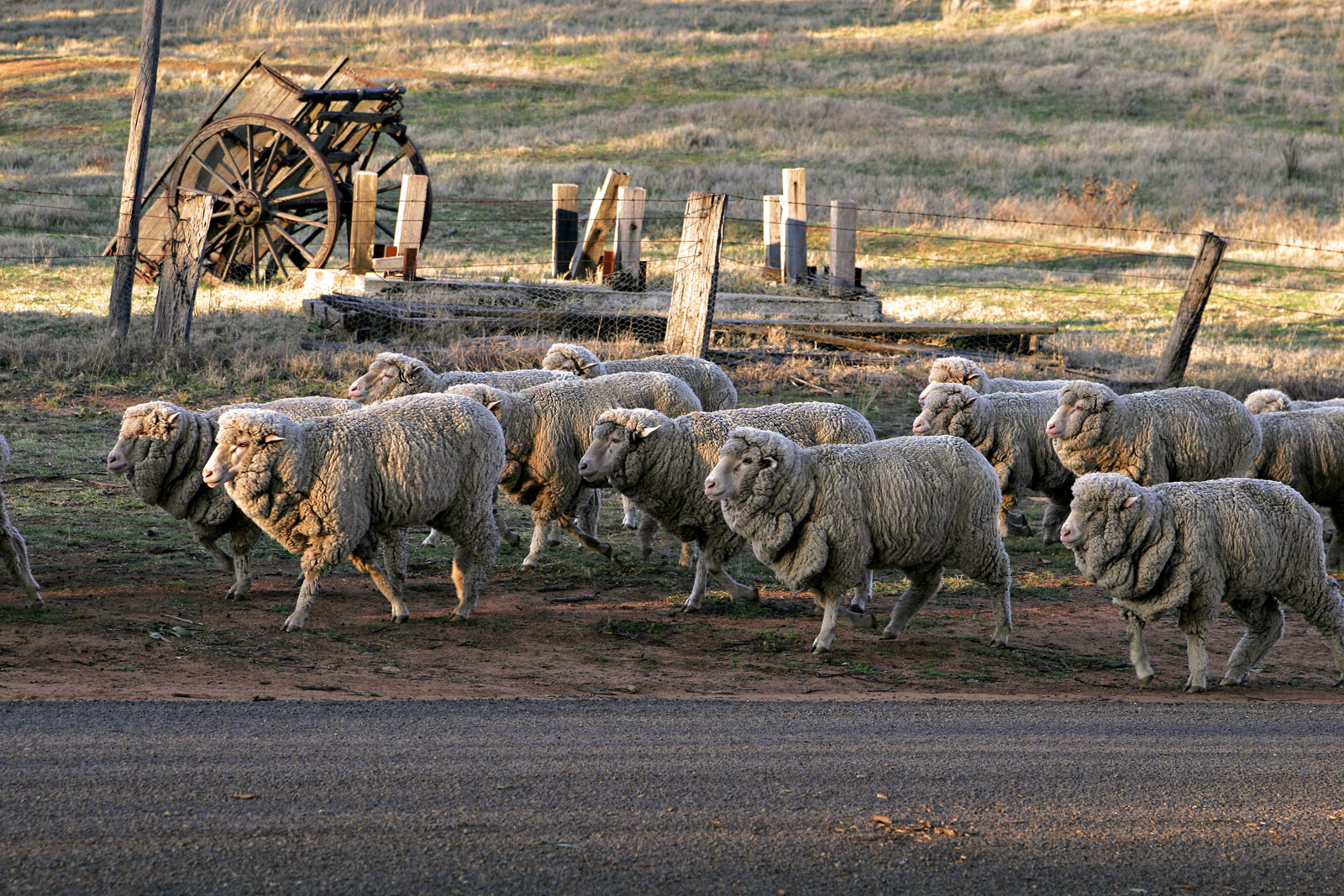
خراف تمشي على الطريق

إشارة ضوئية عليها رمز يتحرك ليدل على المشي

المشي هو حركة الاقدام لتحريك الجسم والانتقال من مكان إلى آخر. وهو أحد أهم طرق الحركة على الأرض بين الحيوانات ذات الأرجل. وهو أبطأ من الجري. ويُعرَّف المشي بأنه قفز الجسم فوق الطرف أو الأطراف الجامدة مع كل خطوة. وينطبق هذا بغض النظر عن عدد الأطراف القابلة للاستخدام في المشي - حتى المفصليات التي لديها ستة أو ثمانية أطراف أو أكثر. عند البشر، للمشي فوائد صحية منها تحسين الصحة النفسية وتقليل خطر الإصابة بأمراض القلب والأوعية الدموية والوفاة.

## الفوائد الصحية للمشي
المشي المستمر والمنتظم لمدة ثلاثين إلى ستين دقيقة يومياَ أو خمسة مرات بالاسبوع مع وضعية المشي الصحيحة يقلل من الإصابة بامراض القلب، السرطان والشرايين، ومفيد للذين يعانون من إرتفاع ضغط الدم، ويقلل من إحتمال الإصابة بمرض سكري النمط الثاني، وأيضاً يعطي شعور بالسعادة. ويعتبر المشي رياضة من الرياضات الخفيفة والإقتصادية والتي لا تتطلب جهد عالي، ولا تتطلب أي ادوات وبالتالي هي مناسبة لجميع الفئات من كبار وصغار،
توصلت دراسة حديثة إلى ان المشي بواقع ساعة يوميا يعمل على تقليل مخاطر اصابة النساء بسرطان الثدي بنسبة 14 % على الاقل وقد نشرت نتائج هذه الابحاث جريدة الغارديان عن هيئة أمريكية متخصصة بمكافحة مرض السرطان

## هواية المشي
المشي يمارس كهواية لدى الكثيرين لغرض الصحة والتخسيس والحفاظ على وزن مثالي وجسم متناسق ورشيق. وهو مناسب للكثيرين من كبار السن فهو تمرين خفيف ومناسب وغير مجهد. وتعتبر رياضة المشي في الجبال أحد أنواع رياضة المشي، وهي صعود المرتفعات مشياً على الاقدام.

## سباق المشي
تنظم سباقات دولية للمشي وأيضا على مستوى محلي، ويكون بأي سرعة للمشي شرط الا ترتفع القدمان كليهما عن الأرض في وقت واحد.

## وصلات خارجية
- مشي على مشروع الدليل المفتوح